# Anna Letenská
Anna Čalounová-Letenská, née Anna Svobodová le 29 août 1904 à Nürschan, en Autriche-Hongrie, aujourd'hui Nýřany, en République tchèque, et morte le 24 octobre 1942 dans le camp de concentration de Mauthausen est une actrice tchécoslovaque.

## Biographie

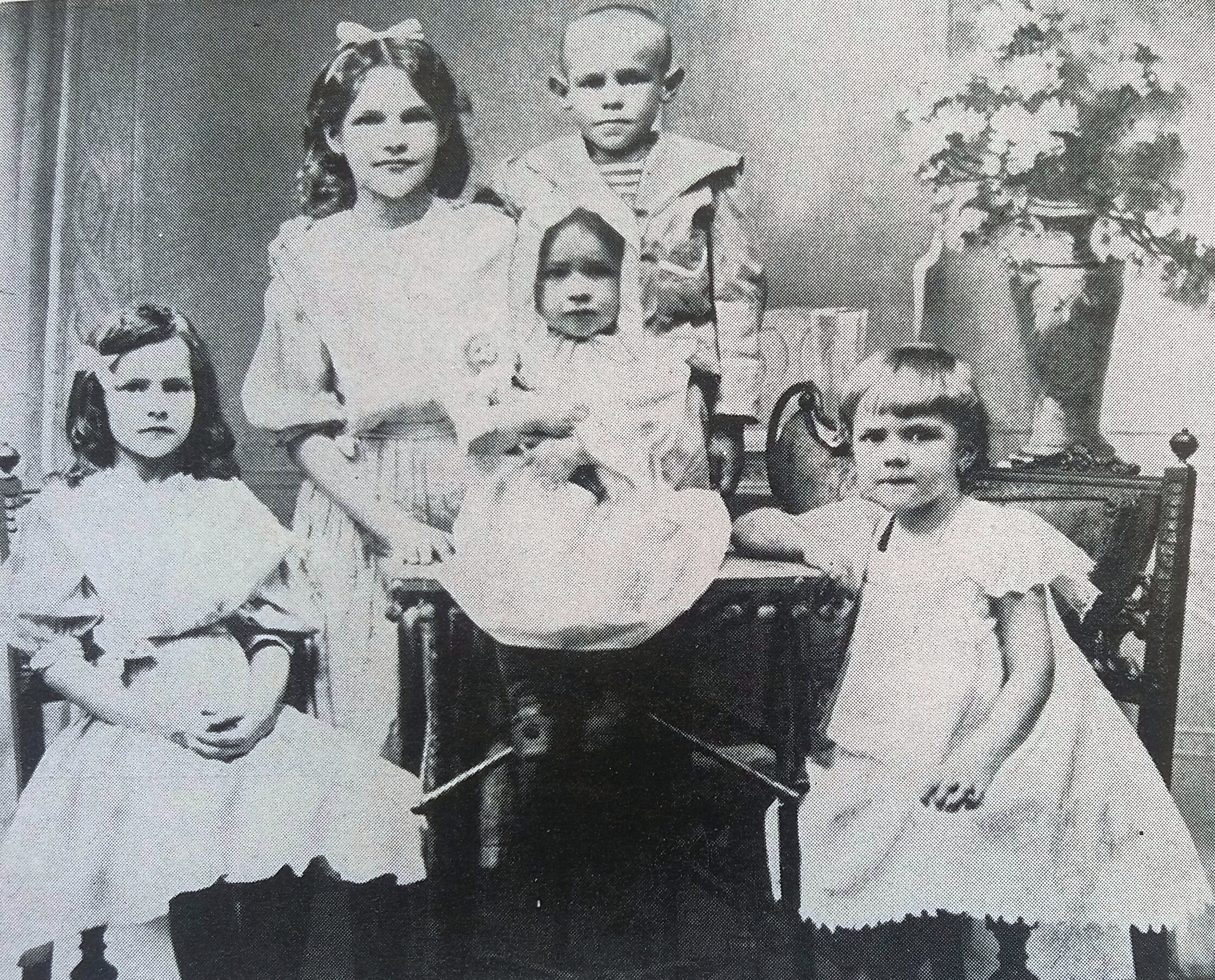
Les enfants de Marie et Oldřich Svoboda, acteurs tchèques, en 1908. À l'extrême droite se trouve Anna.

Anna Letenská commença sa carrière au théâtre en 1919. Elle épousa en 1925 Ludvík Hrdlička, dont elle prit le nom de scène, Letenský ; et c'est en 1937 qu'elle tourna son premier film, Kríz u potoka.
Accusée de complicité dans l'Opération Anthropoid (nom de code de l'opération visant à assassiner le dirigeant nazi Reinhard Heydrich), elle mourut à Mauthausen (après être passée par la Pankrác Prison et le camp de concentration de Theresienstadt) en 1942 : à cause d'enjeux financiers, la Gestapo lui avait laissé finir le tournage de J'arrive tout de suite avant de l'arrêter.

## Filmographie
- 1937 : Kříž u potoka de Miloslav Jareš
- 1938 : Milování zakázáno de Miroslav Cikán, Karel Lamač
- 1939 : Mořská panna de Václav Kubásek
- 1939 : Ženy u benzinu
- 1940 : Babička de František Čáp
- 1940 : Minulost Jany Kosinové de Jan Alfréd Holman
- 1940 : Čekanky de Vladimír Borský
- 1941 : Pražský flamendr de Karel Špelina
- 1941 : Z českých mlýnů de Miroslav Cikán
- 1942 : Valentin Dobrotivý de Martin Frič
- 1942 : Ryba na suchu de Vladimír Slavínský
- 1942 : Městečko na dlani de Václav Binovec
- 1942 : Přijdu hned de Otakar Vávra

## Ressources
- Prague 1942 : La comédienne et les nazis, documentaire (Andula - Besuch in einem anderen Leben[4]) de Fred Breinersdorfer et Anne Worst, 52 minutes[5].

## Crédit d'auteurs
- (en)/(cs) Cet article est partiellement ou en totalité issu des articles intitulés en anglais « Anna Letenská » (voir la liste des auteurs) et en tchèque « Anna Letenská » (voir la liste des auteurs).